# 诺埃尔·米尔斯
诺埃尔·米尔斯（英語：Noel Mills，1944年1月13日—2004年12月8日），新西兰男子赛艇运动员。他曾代表新西兰参加1972年夏季奥林匹克运动会赛艇比赛，获得男子四人单桨无舵手银牌。